# Irlande
| Irlande                      |                       |
|                              |                       |
| Coordenadas: 46°04'N 71°29'W |                       |
| Província                    | Quebec                |
| Região administrativa        | Chaudière-Appalaches  |
| Incorporado em               | 1 de julho de 1855    |
| Prefeito                     | Bruno Vézina          |
|                              |                       |
| Área                         |                       |
| - Cidade                     | 110,2 km², 42,5 mi²   |
| Fuso horário                 | UTC -5                |
| População (2006)             |                       |
| - Cidade                     | 948                   |
| - Densidade                  | 9 hab/km², 22 hab/mi² |

Irlande é uma municipalidade canadense do conselho  municipal regional de Les Appalaches, Quebec, localizada na região administrativa de Chaudière-Appalaches. Em sua área de pouco mais de 110 km², habitam cerca de novecentas pessoas.
Irlande não tem qualquer vila ou cidade em si. Na área de Maple Grove, localizada na intersecção de rotas históricas de Gosford e Craig é a única aldeia do concelho. Aqui estão os estabelecidos igreja anglicana e seu presbitério.

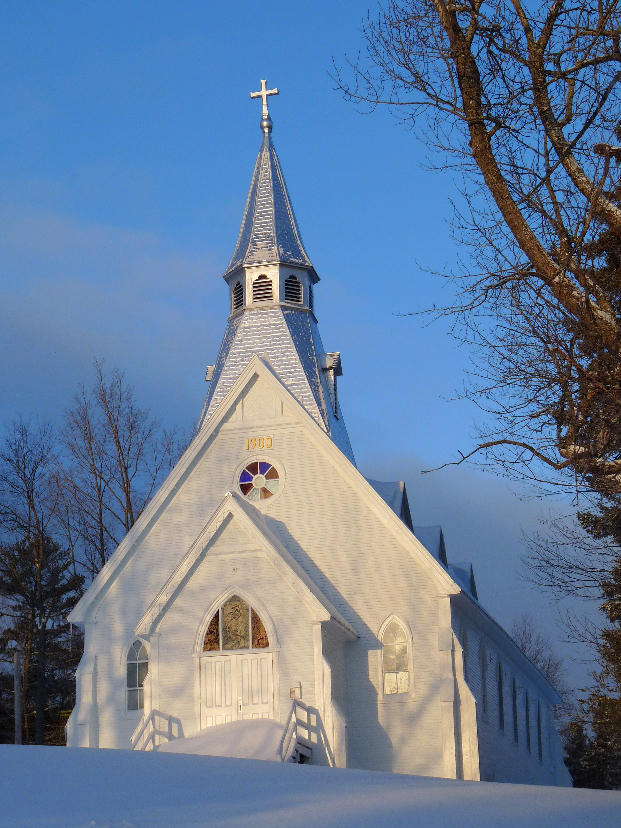
Igreja Anglicana na aldeia de Maple Grove, em Irlande.